# Alan Sakai
Alan Sakai (ur. 21 listopada 1954 w Vancouver) – kanadyjski judoka. Olimpijczyk z Monachium 1972, gdzie zajął dziewiętnaste miejsce w wadze lekkiej.
Uczestnik mistrzostw świata w 1973 roku.

## Letnie Igrzyska Olimpijskie 1972
| Konkurencja | Eliminacje            | Klas. końcowa |
| Konkurencja | Przeciwnik I          | Miejsce       |
| ----------- | --------------------- | ------------- |
| 63 kg       | Edward Mullen (GBR) P | 19.           |